# Campeonato Mundial de Atletismo de 2011 - 400 m feminino
A prova dos 400 metros feminino do Campeonato Mundial de Atletismo de 2011 foi disputada entre 27 e 29 de agosto no Daegu Stadium, em Daegu.

## Recordes
Antes desta competição, os recordes mundiais e do campeonato nesta prova eram os seguintes. 
| Tipo                  | Atleta                | Tempo | Local    | Data                 | Ref |
| --------------------- | --------------------- | ----- | -------- | -------------------- | --- |
|                       | Marita Koch           | 47.99 | Canberra | 6 de outubro de 1985 | ver |
| Recorde do campeonato | Jarmila Kratochvílová | 47.99 | Helsinki | 10 de agosto de 1983 | ver |

## Medalhistas
| Ouro                  | Prata               | Bronze                  |
| Amantle Montsho (BOT) | Allyson Felix (USA) | Francena McCorory (USA) |

## Cronograma
| Data         | Hora  | Evento    |
| ------------ | ----- | --------- |
| 27 de agosto | 20:05 | Bateria   |
| 27 de agosto | 18:55 | Semifinal |
| 29 de agosto | 21:05 | Final     |

Todos os horários são horas locais (UTC +9)

## Resultados

### Bateria
Qualificação: Os 4 de cada bateria (Q) e os 4 mais rápidos (q) avançam para a semifinal.
| Colocação | Atleta                          | Tempo          |
| --------- | ------------------------------- | -------------- |
| 1         | Jamaica Novlene Williams-Mills  | 51 s 30 Q      |
| 2         | Estados Unidos Allyson Felix    | 51 s 45 Q      |
| 3         | Irlanda Joanne Cuddihy          | 51 s 82 (SB) Q |
| 4         | Itália Marta Milani             | 51 s 94 (SB) Q |
| 5         | Brasil Geisa Aparecida Coutinho | 52 s 15 q      |
| 6         | Turquia Pinar Saka              | 53 s 59        |
| 7         | Guiné-Bissau Graciela Martins   | 58 s 22 (PB)   |
| 8         | Togo Sandrine Thiébaud-Kangni   | 59 s 68        |

| Colocação | Atleta                          | Tempo          |
| --------- | ------------------------------- | -------------- |
| 1         | Ucrânia Antonina Yefremova      | 51 s 35 Q      |
| 2         | Senegal Ndeye Fatou Soumah      | 52 s 23 Q      |
| 3         | Estados Unidos Jessica Beard    | 52 s 40 Q      |
| 4         | Guiana Aliann Pompey            | 53 s 59        |
| 5         | Namíbia Tjipekapora Herunga     | 54 s 08        |
| 6         | Iraque Alaa Hikmat Al-Qaysi     | 55 s 62        |
|           | Rússia Anastasiya Kapachinskaya | 51 s 43 Q, DSQ |

| Colocação | Atleta                                            | Tempo              |
| --------- | ------------------------------------------------- | ------------------ |
| 1         | Jamaica Rosemarie Whyte                           | 51 s 38 Q          |
| 2         | Rússia Antonina Krivoshapka                       | 51 s 52 Q          |
| 3         | Ucrânia Nataliya Pyhyda                           | 51 s 67 Q          |
| 4         | Etiópia Fantu Magiso                              | 52 s 23 Q          |
| 5         | Zâmbia Racheal Nachula                            | 53 s 49 (SB) q     |
| 6         | Cuba Daisurami Bonne                              | 53 s 69            |
| 7         | República Centro-Africana Evodie-Lydie Saramandji | 1 min 05 s 10 (SB) |
|           | Grã-Bretanha Christine Ohuruogu                   | DQ                 |

| Colocação | Atleta                           | Tempo        |
| --------- | -------------------------------- | ------------ |
| 1         | Botswana Amantle Montsho         | 50 s 95 Q    |
| 2         | Estados Unidos Francena McCorory | 52 s 18 Q    |
| 3         | Grã-Bretanha Lee McConnell       | 52 s 75 Q    |
| 4         | Estónia Maris Mägi               | 52 s 93 Q    |
| 5         | Colômbia Norma González          | 53 s 35 q    |
| 6         | Cuba Aymeé Martínez              | 53 s 67      |
| 7         | Malawi Ambwene Simukonda         | 54 s 81 (NR) |

| \| Colocação \| Atleta \| Tempo \| \| --------- \| ---------------------------------- \| --------- \| \| 1 \| Estados Unidos Sanya Richards-Ross \| 51 s 37 Q \| \| 2 \| Jamaica Shericka Williams \| 51 s 66 Q \| \| 3 \| Suécia Moa Hjelmer \| 52 s 26 Q \| \| 4 \| Chéquia Denisa Rosolová \| 52 s 51 Q \| \| 5 \| Grã-Bretanha Nicola Sanders \| 52 s 65 q \| \| 6 \| Ucrânia Kseniya Karandyuk \| 54 s 10 \| \| 7 \| Papua-Nova Guiné Betty Burua \| 56 s 98 \| |                                    |           |
| Colocação | Atleta                             | Tempo     |
| 1 | Estados Unidos Sanya Richards-Ross | 51 s 37 Q |
| 2 | Jamaica Shericka Williams          | 51 s 66 Q |
| 3 | Suécia Moa Hjelmer                 | 52 s 26 Q |
| 4 | Chéquia Denisa Rosolová            | 52 s 51 Q |
| 5 | Grã-Bretanha Nicola Sanders        | 52 s 65 q |
| 6 | Ucrânia Kseniya Karandyuk          | 54 s 10   |
| 7 | Papua-Nova Guiné Betty Burua       | 56 s 98   |

### Semifinal
Qualificação: Os 2 de cada bateria (Q) e os 2 mais rápidos (q) avançam para a final.
| Colocação | Atleta                         | Tempo     |
| --------- | ------------------------------ | --------- |
| 1         | Estados Unidos Allyson Felix   | 50 s 36 Q |
| 2         | Jamaica Novlene Williams-Mills | 50 s 48 Q |
| 3         | Rússia Antonina Krivoshapka    | 50 s 55 q |
| 4         | Ucrânia Nataliya Pyhyda        | 51 s 61   |
| 5         | Suécia Moa Hjelmer             | 52 s 35   |
| 6         | Grã-Bretanha Nicola Sanders    | 52 s 47   |
| 7         | Estónia Maris Mägi             | 53 s 27   |
| 8         | Etiópia Fantu Magiso           | 53 s 41   |

| Colocação | Atleta                             | Tempo     |
| --------- | ---------------------------------- | --------- |
| 1         | Estados Unidos Francena McCorory   | 50 s 24 Q |
| 2         | Jamaica Shericka Williams          | 50 s 46 Q |
| 3         | Estados Unidos Sanya Richards-Ross | 50 s 66 q |
| 4         | Ucrânia Antonina Yefremova         | 50 s 88   |
| 5         | Itália Marta Milani                | 51 s 86   |
| 6         | Brasil Geisa Aparecida Coutinho    | 51 s 87   |
| 7         | Grã-Bretanha Lee McConnell         | 51 s 97   |
| 8         | Colômbia Norma González            | 52 s 29   |

| Colocação | Atleta                          | Tempo          |
| --------- | ------------------------------- | -------------- |
| 1         | Botswana Amantle Montsho        | 50 s 13 Q      |
| 2         | Jamaica Rosemarie Whyte         | 50 s 90        |
| 3         | Estados Unidos Jessica Beard    | 51 s 27        |
| 4         | Senegal Ndeye Fatou Soumah      | 52 s 10        |
| 5         | Chéquia Denisa Rosolová         | 52 s 53        |
| 6         | Zâmbia Racheal Nachula          | 53 s 30        |
|           | Irlanda Joanne Cuddihy          | DSQ            |
|           | Rússia Anastasiya Kapachinskaya | 50 s 41 Q, DSQ |

### Final
A final teve inicio ás 21:05 
| Colocação         | Faixa | Nome                     | Nacionalidade  | Tempo | Notas |
| ----------------- | ----- | ------------------------ | -------------- | ----- | ----- |
| Medalha de ouro   | 4     | Amantle Montsho          | Botswana       | 49.56 | NR    |
| Medalha de prata  | 3     | Allyson Felix            | Estados Unidos | 49.59 | PB    |
| Medalha de bronze | 5     | Francena McCorory        | Estados Unidos | 50.45 |       |
| 4                 | 2     | Antonina Krivoshapka     | Rússia         | 50.66 |       |
| 5                 | 7     | Shericka Williams        | Jamaica        | 50.79 |       |
| 6                 | 1     | Sanya Richards-Ross      | Estados Unidos | 51.32 |       |
| 7                 | 8     | Novlene Williams-Mills   | Jamaica        | 52.89 |       |
|                   | 6     | Anastasiya Kapachinskaya | Rússia         | 50.24 | DSQ   |

Legenda
| Recorde mundial       | Recorde mundial (World record)               |                       | Recorde africano                      | Recorde africano (African) |                                           | Q | Classificado por posição (Qualified) |
| Recorde do campeonato | Recorde do campeonato (Championship record)  | Recorde da América    | Recorde da América (Americas)         | q                          | Classificado por melhor tempo (Qualified) |   |                                      |
| Melhor marca do ano   | Melhor marca do ano (World leading)          | Recorde asiático      | Recorde asiático (Asian)              | DNS                        | Não largou (Did not start)                |   |                                      |
| Recorde nacional      | Recorde nacional (National record)           | Recorde europeu       | Recorde europeu (European)            | DNF                        | Não terminou (Did not finish)             |   |                                      |
| Recorde pessoal       | Recorde pessoal do atleta (Personal best)    | Recorde da Oceania    | Recorde da Oceania (Oceania)          | DSQ / DQ                   | Desclassificado (Disqualified)            |   |                                      |
| Recorde da temporada  | Recorde da temporada do atleta (Season best) | Recorde sul-americano | Recorde sul-americano (South America) | NM                         | Sem marca (No mark)                       |   |                                      |